# Шимег
Шимег (мађ. Sümeg) град је у западној Мађарској. Шимег је град у оквиру жупаније Веспрем.
Град је имао 6.327 становника према подацима из 2010. године.

## Географија
Град Шимег се налази у западном делу Мађарске. Од престонице Будимпеште град је удаљен око 165 km западно.
Шимег се налази у средишњем делу Панонске низије. Међутим, предео око града је бреговит, јер се град налази у западној подгорини „острвске планине“ Паноније, Бакоњска гора. Надморска висина Зирца је око 190 m.

## Галерија
- Поглед на град за замка
- Замак одоздо
- Железничка станица у Шумегу
- Витешке игре у замку

## Партнерски градови
- Ајхтал
- Совата
- Вобарно
- Таполца
- Кошћан